# Municipio de Xoxocotla (Morelos)
El municipio de Xoxocotla es un municipio indígena, parte de los 36 municipios en que se encuentra dividido el estado mexicano de Morelos. Se encuentra en el sur de la entidad y su cabecera es la población del mismo nombre.
Limita al noroeste con el municipio de Miacatlán, al norte con el municipio de Xochitepec, al oeste con los municipios de Tlaltizapan y Zacatepec, al sur con el municipio de Jojutla y el Lago de Tequesquitengo y al suroeste con el municipio de Puente de Ixtla. Está ubicado a 32.2 kilómetros de Cuernavaca, capital del Estado de Morelos.

## Geografía
El municipio de Xoxocotla se encuentra situado al sur del estado de Morelos y hasta el año de 2019 formaba parte del municipio de Puente de Ixtla. Tiene una extensión territorial de 61.7 kilómetros cuadrados y representa el 1.3% de la superficie total del estado de Morelos. 
Limita al noroeste con el municipio de Miacatlán, al norte con el municipio de Xochitepec, al este con el municipio de Tlaltizapán y el municipio de Zacatepec, al sur con el municipio de Jojutla y al suroeste con el municipio de Puente de Ixtla.

## Demografía
La población total del municipio de Xoxocotla de acuerdo con el Censo de Población y Vivienda realizado en 2020 por el Instituto Nacional de Estadística y Geografía, es de 27 805 habitantes, de los que 13 924 son mujeres y 13 881 son hombres.

### Localidades
En el censo de 2020 el municipio de Xoxocotla contaba con 28 localidades.
| Código INEGI    | Localidad                      | Población (2020) |
| --------------- | ------------------------------ | ---------------- |
| 170350001       | Xoxocotla                      | 24 073           |
| 170350007       | Campo Anenehuilco              | 666              |
| 170350023       | Prolongación Benito Juárez     | 491              |
| 170350013       | Colonia Apozonalco             | 357              |
| 170350020       | Las Flores                     | 319              |
| 170350027       | Tecomulco                      | 210              |
| 170350005       | Camino a la Toma               | 190              |
| 170350022       | Los Huajes                     | 184              |
| 170350010       | La Pintora                     | 165              |
| 170350017       | El Arco                        | 149              |
| 170350008       | Campo Corbeta                  | 132              |
| 170350025       | Tapalehui                      | 131              |
| 170350004       | Arboledas del Sur              | 109              |
| 170350011       | Campo Xolistla                 | 106              |
| 170350021       | Loma Linda                     | 79               |
| 170350019       | Fábrica de Mármol              | 76               |
| 170350016       | Cerro del Venado               | 62               |
| 170350014       | Hermosa                        | 58               |
| 170350003       | Apotla                         | 52               |
| 170350029       | Palo Prieto                    | 48               |
| 170350026       | Techichilco                    | 42               |
| 170350018       | El Faro                        | 21               |
| 170350006       | Camino de San Juanes           | 19               |
| 170350015       | Morelos                        | 19               |
| 170350002       | Ampliación Miguel de la Madrid | 17               |
| 170350009       | Campo los Sauces               | 17               |
| 170350030       | Campo San Juanes               | 7                |
| 170350028       | Tierra Alta                    | 6                |
| Total municipal | Total municipal                | 27 805           |

## Política
El municipio de Xoxocotla fue creado por el Congreso de Morelos, mediante el decreto 2344 del 9 de noviembre de 2017 y que entró el vigor el 1 de enero de 2019, fecha en que el municipio comenzó a existir, encidiendo su territorio del municipio de Puente de Ixtla.
La elección de sus autoridades se realiza mediante el sistema de usos y costumbres.

### Representación legislativa
Para la elección de diputados locales al Congreso de Morelos y de diputados federales a la Cámara de Diputados federal, el municipio de Xoxocotla se encuentra integrado en los siguientes distritos electorales:
Local:
- Distrito electoral local 9 de Morelos con cabecera en Puente de Ixtla.[7]

Federal:
- Distrito electoral federal 4 de Morelos con cabecera en Jojutla.[8]

### Presidentes municipales
- 2019 - 2021: Leonel Zeferino Díaz, presidente del Consejo Municipal.
- 2021 - 2022: Benjamín López Palacios
- 2022: Silvia Herrera Rivera